# Ярославский, Фрунзе Емельянович
Фру́нзе Емелья́нович Яросла́вский (15 марта 1924, Москва — 1 апреля 1983, Москва) — генерал-майор Советской Армии, участник Великой Отечественной войны, заслуженный военный лётчик СССР (1967).

## Биография
Фрунзе Емельянович Ярославский родился 15 марта 1924 года в Москве в семье известного российского революционера Емельяна Михайловича Ярославского. Мать — Кирсанова, Клавдия Ивановна. Получил своё имя в честь военачальника Рабоче-Крестьянской Красной Армии Михаила Васильевича Фрунзе.
Окончил девять классов школы. В сентябре 1941 года Ярославский был призван на службу в Рабоче-Крестьянскую Красную Армию Краснопресненским районным военным комиссариатом Москвы. В 1942 году окончил Качинскую военную авиационную школу лётчиков.
Во время Великой Отечественной войны воевал в действующей армии с апреля 1942 года. Служил лётчиком, заместителем командира эскадрильи 562-го истребительного авиационного полка 1-й воздушной армии ПВО страны. Совершал боевые вылеты на прикрытие важных объектов и наземных войск в заоблачных условиях и в тёмное время суток. Кроме того, занимался обучением молодых лётчиков, готовя их к полётам над облаками и в ночное время.
В послевоенное время Ярославский продолжал службу в авиационных частях Советской Армии. В 1948 году он окончил Военно-воздушную академию. Занимал должности штурмана авиаполка, помощника начальника штаба авиакорпуса, старшим штурманом истребительной авиации ВВС ПВО. В 1966 году Ярославскому было присвоено воинское звание генерал-майора авиации, с того же года он занимал должность заместителя начальника штаба Московского округа Противовоздушной обороны СССР. В мае 1982 года Ярославский был уволен в запас. Проживал в Москве. Скончался 1 апреля 1983 года, похоронен на Новодевичьем кладбище Москвы.
Был награждён орденом Отечественной войны 1-й степени, тремя орденами Красной Звезды, рядом медалей.